# 요리코 내친왕 (1850년)
요리코 내친왕(일본어: 順子内親王 よりこないしんのう[*], 1850년 12월 7일 (가에이 3년 11월 4일) - 1852년 8월 2일 (가에이 5년 6월 17일))은 일본의 황족이다. 고메이 천황의 1황녀로, 어머니는 에이쇼 황태후이다. 메이지 천황의 이복누나이다.

## 약력
1850년 12월 7일 (가에이 3년 11월 4일), 고메이 천황과 에이쇼 황태후 사이에서 태어난 1황녀이다. 고메이 천황에게는 첫번째 아이였다.
1852년 8월 2일 (가에이 5년 6월 17일), 사망했다.